# Dirksia pyrenaea
Dirksia pyrenaea is een spinnensoort uit de familie van de waterspinnen (Cybaeidae).
De wetenschappelijke naam van de soort werd in 1898 als Cryphoeca pyrenaea gepubliceerd door Eugène Simon.